# Corporales (Truchas)
Corporales es una localidad de la provincia de León (España), situada en la comarca de La Cabrera. Pertenece al Ayuntamiento de Truchas.
Así describía Pascual Madoz, en la primera mitad del siglo XIX, a Corporales en el tomo VII del Diccionario geográfico-estadístico-histórico de España y sus posesiones de Ultramar:

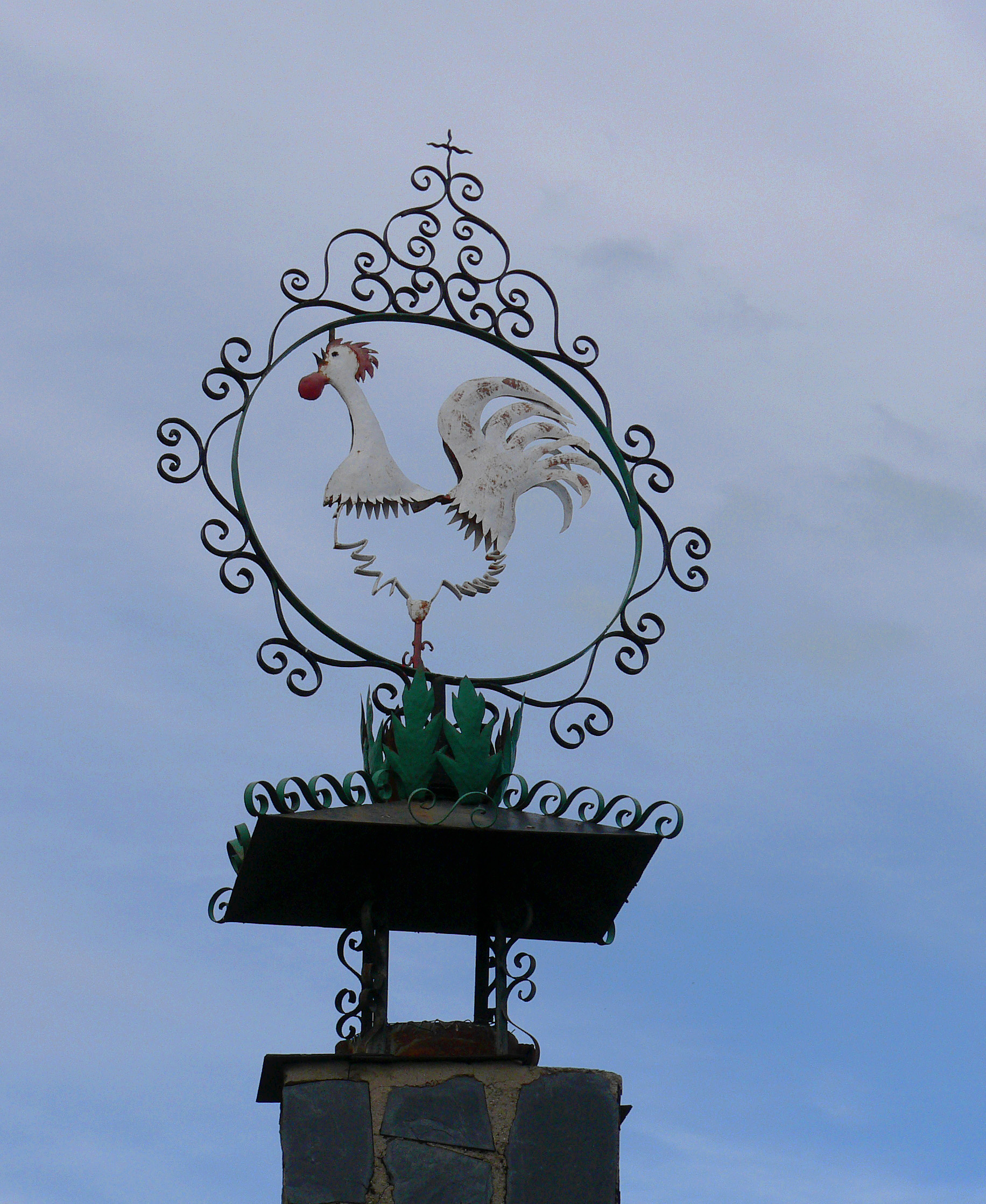
Detalle en un tejado de Corporales

Villa en la provincia de León, partido judicial y diócesis de Astorga, audiencia territorial y capitanía general de Valladolid, ayuntamiento de Truchas. Situado en un valle rodeado por todas partes de montañas que la resguardan algún tanto de los vientos; su clima es sano. Tiene 145 casas, iglesia parroquial (San Juan Bautista), matriz de la de Baillo, servida por un cura y un coadjutor de libre provisión. Confina el término Norte y Este una cordillera de montes ramificación del elevado Teleno; Sur Baillo, y Oeste Nogar. En él se ha descubierto hace poco un mineral de plomo argentífero que se explota con el título de la Esperanza. El terreno es flojo; le bañan las aguas del río que baja de la sierra. Los caminos, locales e incómodos. Producción: centeno, lino, patatas y pastos; cría ganados; caza de varios animales y muy poca pesca. Población: 145 vecinos, 469 almas. Contribución con el ayuntamiento.
Pascual Madoz.

## Economía
El motor económico de Corporales son las canteras de pizarra.

## Historia
Era un pueblo eminentemente guerrero, de origen astur, que rendía culto al Dios Teleno (siendo romanizado como Marte Tileno). Vivían en Coronas y Castros y sus actividades económicas eran la ganadería, la agricultura y las explotaciones auríferas. Así, las primeras noticias de poblamiento humano en el entorno de Corporales datan de la segunda Edad del Hierro, época en la que se data el castro de La Corona. Dentro de este castro fortificado, que poseía foso, se han identificado 17 construcciones de reducidas dimensiones construidas con lajas de pizarra.
Los romanos explotaron las minas de oro utilizando como mano de obra los habitantes de la zona que aportaron su esfuerzo en la construcción de los canales que llegaban a Las Médulas desde El Teleno.
Tras la caída del Imperio romano llegaron las tribus suevas y visigodas en el año 585 y tiempo más tarde, en la Edad Media se crearon los concejos.

## Fiestas
Las fiestas patronales son el 15 y 16 de agosto, en honor a Nuestra Señora y a San Roque. 
La fiesta comienza el día 14 por la noche con un baile tradicional amenizado con gaiteiros y al amanecer del día 15 los gaiteros rondan por las calles tocando alboradas y llamando a romería.
La Romería lleva a la Virgen hasta la Ermita de la Virgen de las Rivas y se celebra la solemne misa.
A continuación de la misa se toca y baila la 'Danza de Nabucodonosor
El día 16 se celebra el tradicional encierro de vaquillas, recuperado en el año 2007.
El 10 de septiembre de 2009 fue uno de los días más importantes de los últimos años para el pueblo de Corporales, más de 700 personas festejaron la unión entre el Colegio Leonés y el pueblo de Corporales, unión que se reflejó en un monolito en el que aparecen 2 placas. Que indica lo siguiente: 
“El Colegio Leonés al pueblo de Corporales. Por su lección de hospitalidad y convivencia durante 25 años”, reza la placa conmemorativa erigida por el centro educativo leonés en el centro del pueblo, que encontró respuesta en la junta vecinal de la localidad con otro mensaje emotivo: “Corporales al Colegio Leonés. Por su integración y participación en la vida del pueblo en estos 25 años”. Y es que los jugadores de baloncesto del Colegio Leonés llevan más de una veintena de años poniéndose a punto para empezar la temporada en Corporales.